# Analgezie
Analgezia (din latină analgesia - fără durere) este înțeleasă în medicină ca o scădere sau pierdere a sensibilității la durere. Ea poate fi provocată intenționat prin introducerea în organism a unei substanțe analgezice sau poate fi în cazuri foarte rare o boală a sistemului nervos, numită analgezie congenitală. În cazurile de boală survenită, persoana afectată trebuie să urmeze un program special pentru a observa starea organismului său, fiind nevoită să viziteze medicul pentru a preveni dezvoltarea bolii. Este vorba în acest caz de oameni obișnuiți care sunt diagnosticați că au pierdut sensibilitatea de durere.
În cazurile când analgezia este provocată în scop terapeutic de către medici, se vorbește de obicei de o anestezie.